# Славне (Вінницький район)

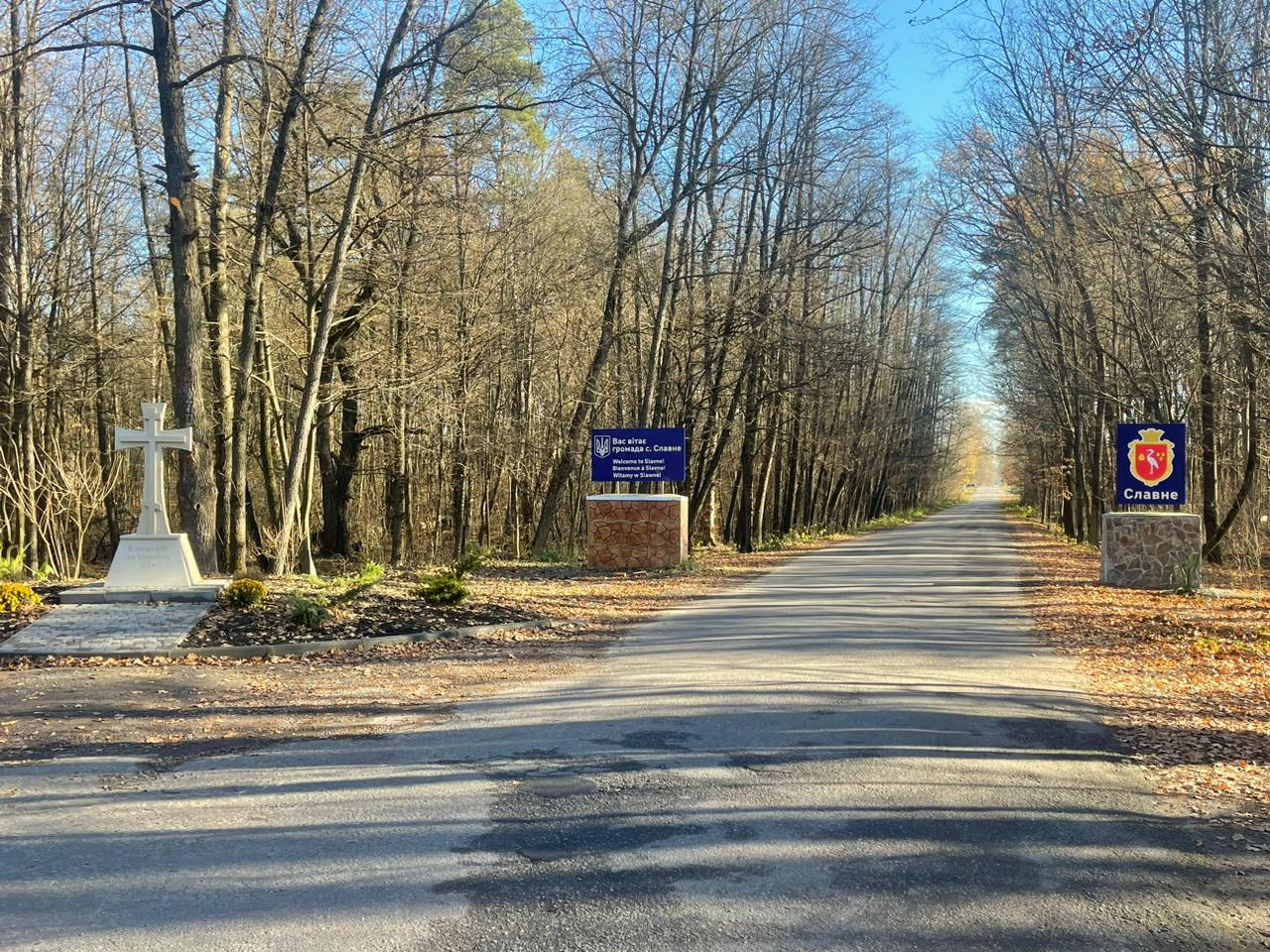

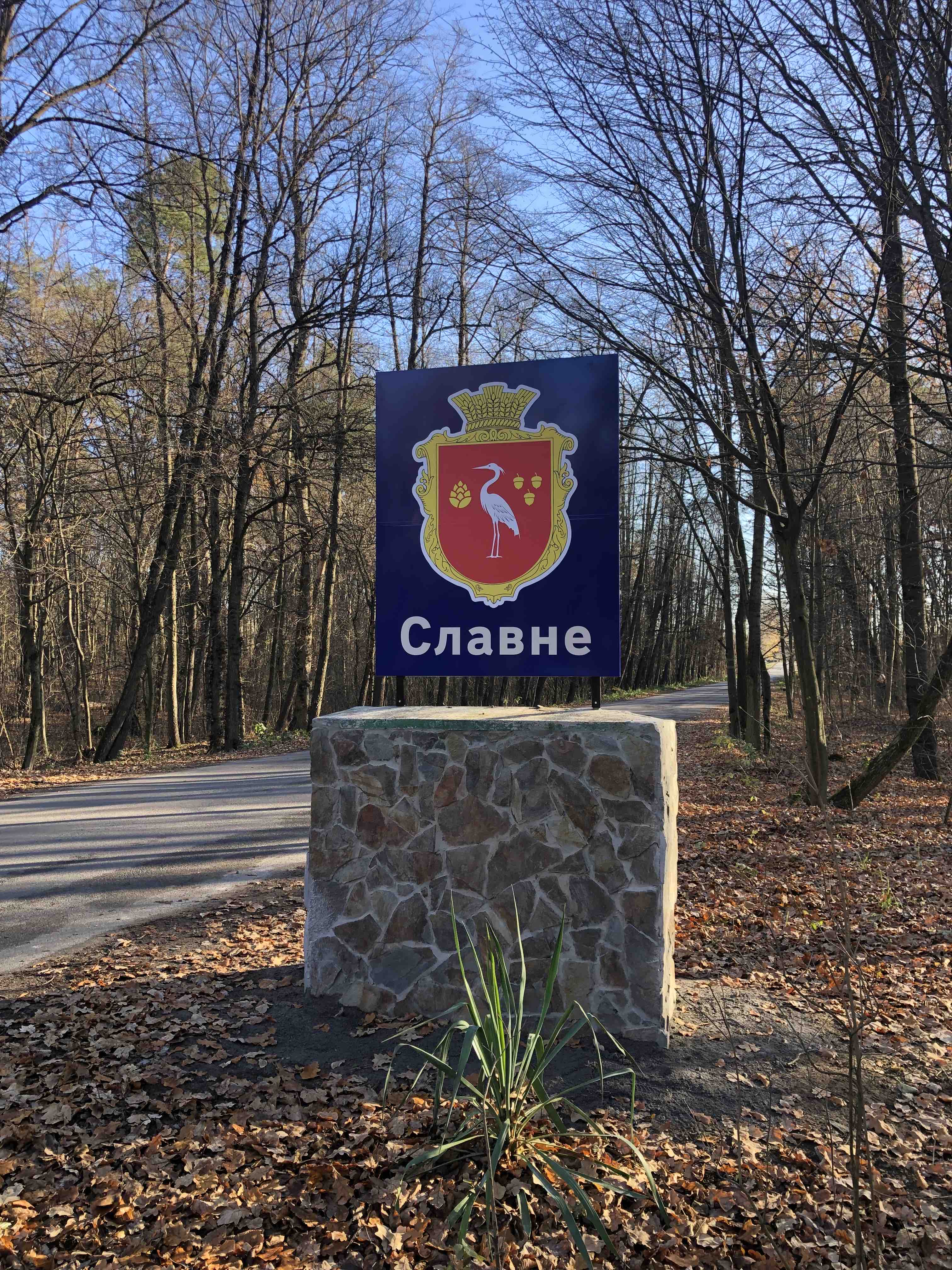

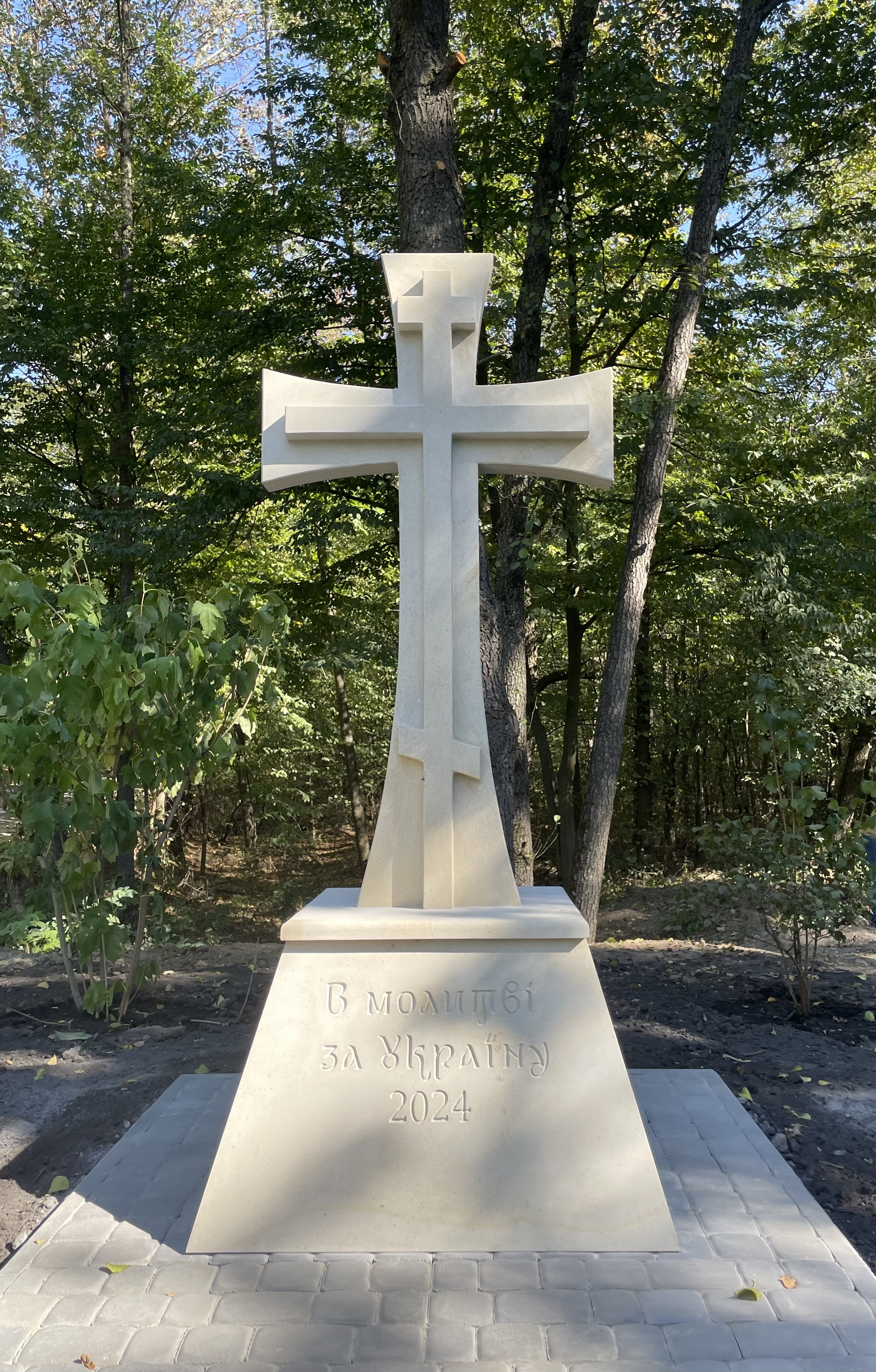

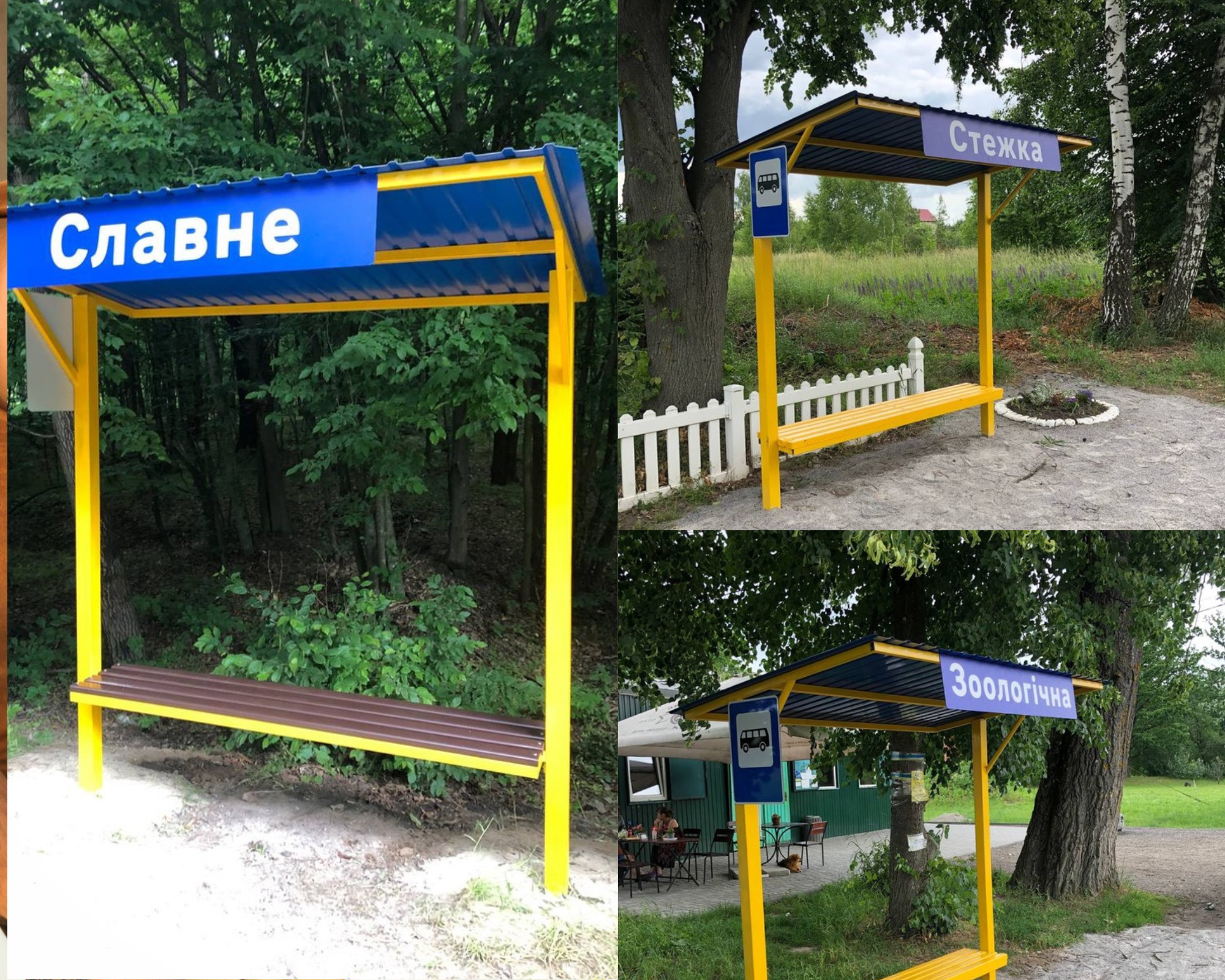

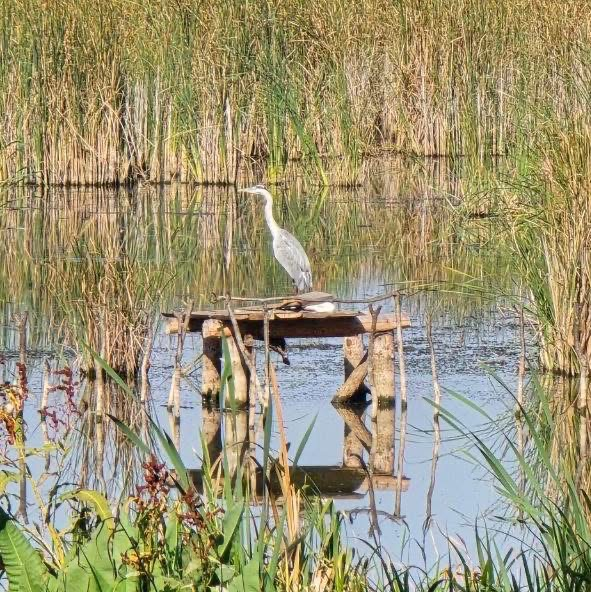

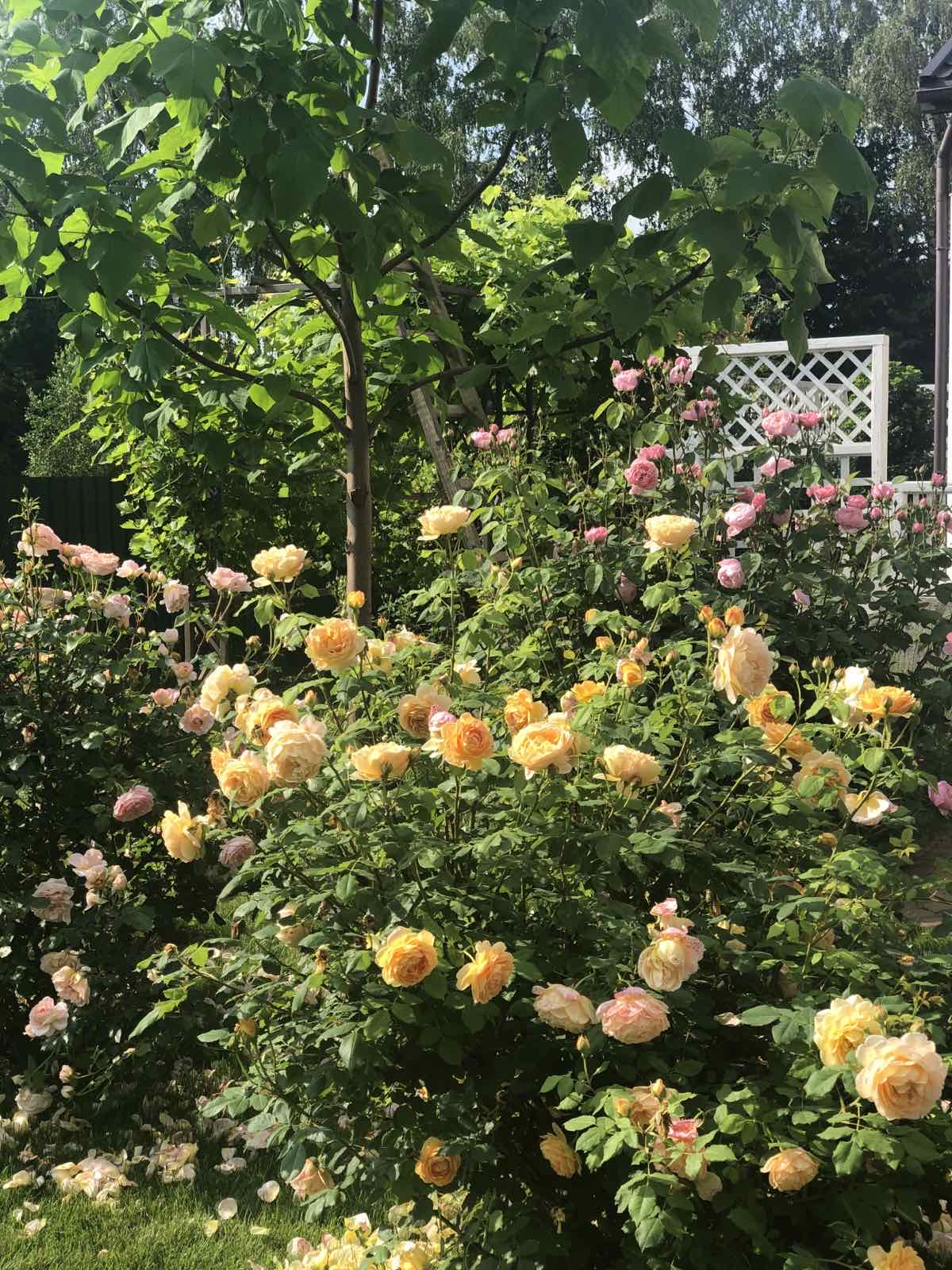

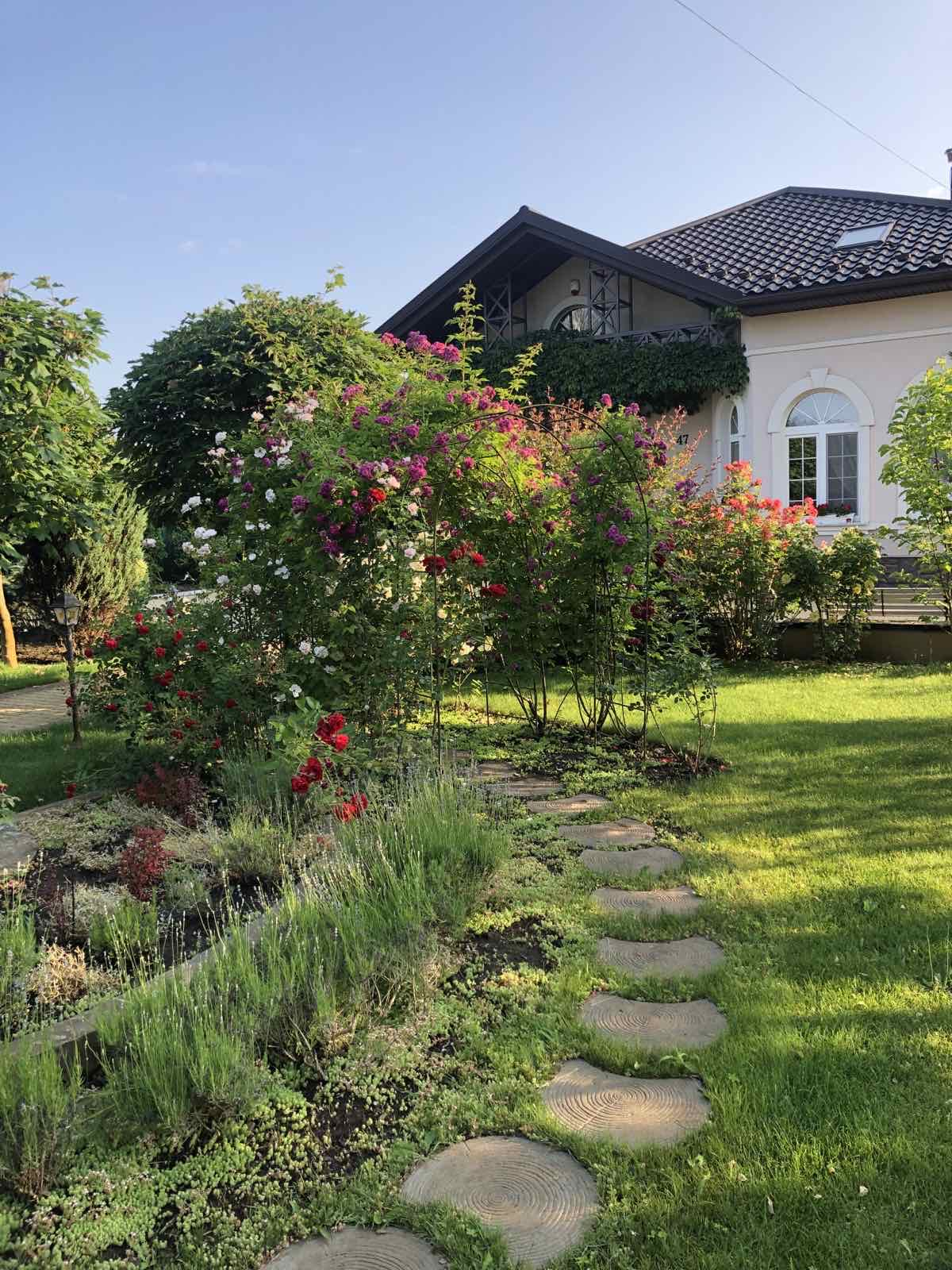

Славне — селище у Стрижавській селищній громаді Вінницького району Вінницької області.
Населення за переписом 2001 року складає 146 осіб. Населений пункт оточений сосняком з півдня і мішаним лісом із заходу і півночі. Неподалік селища протікає річка Десенка.
Селище межує з державним загальнозоологічним заказником "Буго-Деснянський". Заказник розташований при впадінні річки Десни в Південний Буг на території Вінницького району Вінницької області в Михайлівському лісництві. Охороняється лісостеповий ландшафт з водно-болотним комплексом, що є місцем поширення цінної фауни. На території заказника зростає багато цінних та рідкісних видів рослин. Тут водяться: бобер, видра, черепаха болотяна, є велика колонія чаплі сірої (понад 100 гнізд).
Саме сіра чапля зображена на гербі селища.
Природоохоронна площа  заказніка становить 1073 га. У тому числі під лісом — 446 га, водних угідь — 40 га.
У селищі діє релігійна громада парафії свв. мцц. Вірі, Надії, Любові та матері їхньої Софії Вінницько-Тульчинської єпархії ПЦУ.

## Населення

### Мова
Розподіл населення за рідною мовою за даними перепису 2001 року:
| Мова       | Кількість | Відсоток |
| ---------- | --------- | -------- |
| українська | 137       | 93.84%   |
| російська  | 9         | 6.16%    |
| Усього     | 146       | 100%     |